# Kelly Cartwright
Kelly Cartwright OAM (nascida em 22 de abril de 1989) é uma atleta paralímpica australiana.

## Biografia/vida pessoal
Aos quinze anos foi diagnosticada com um tipo de câncer chamado sarcoma sinovial e a parte da perna direita precisava ser amputada, pois a quimioterapia não era uma opção de tratamento. Kelly utiliza prótese na perna desde a época de escola.
Atualmente reside em Geelong.
Desde 2012 é aluna bolsista do Instituto de Esporte de Vitória.

## Nacional e mundial
Disputou, em 2011, o Mundial de Atletismo Paralímpico, onde terminou em primeiro lugar, estabelecendo o recorde mundial na prova de 100 metros. Já no campeonato nacional, estabeleceu o recorde mundial dos 100 metros da categoria T42 com a marca de 16,26 segundos. Em 2012, Kelly foi a campeã mundial ao vencer as provas de 100 metros e salto em distância.

## Paralimpíadas
Conquistou a medalha de ouro ao vencer a prova do salto em distância nos Jogos Paralímpicos de Verão de 2012 em Londres. Na ocasião, Kelly obteve a medalha de prata nos 100 metros da categoria T42. Cartwright começou a competir em 2007 e representou a Austrália pela primeira vez em 2008, nos Jogos Paralímpicos de Pequim, na República Popular da China, onde disputou as finais dos 100 metros, terminando na sexta posição.

## Reconhecimento
Cartwright foi finalista do prêmio de "atleta paralímpica australiana do ano de 2012" e em 2014 foi condecorada com uma Medalha da Ordem da Austrália, "em reconhecimento a serviços prestados ao esporte como medalhista de ouro nos Jogos Paralímpicos de Londres, em 2012".

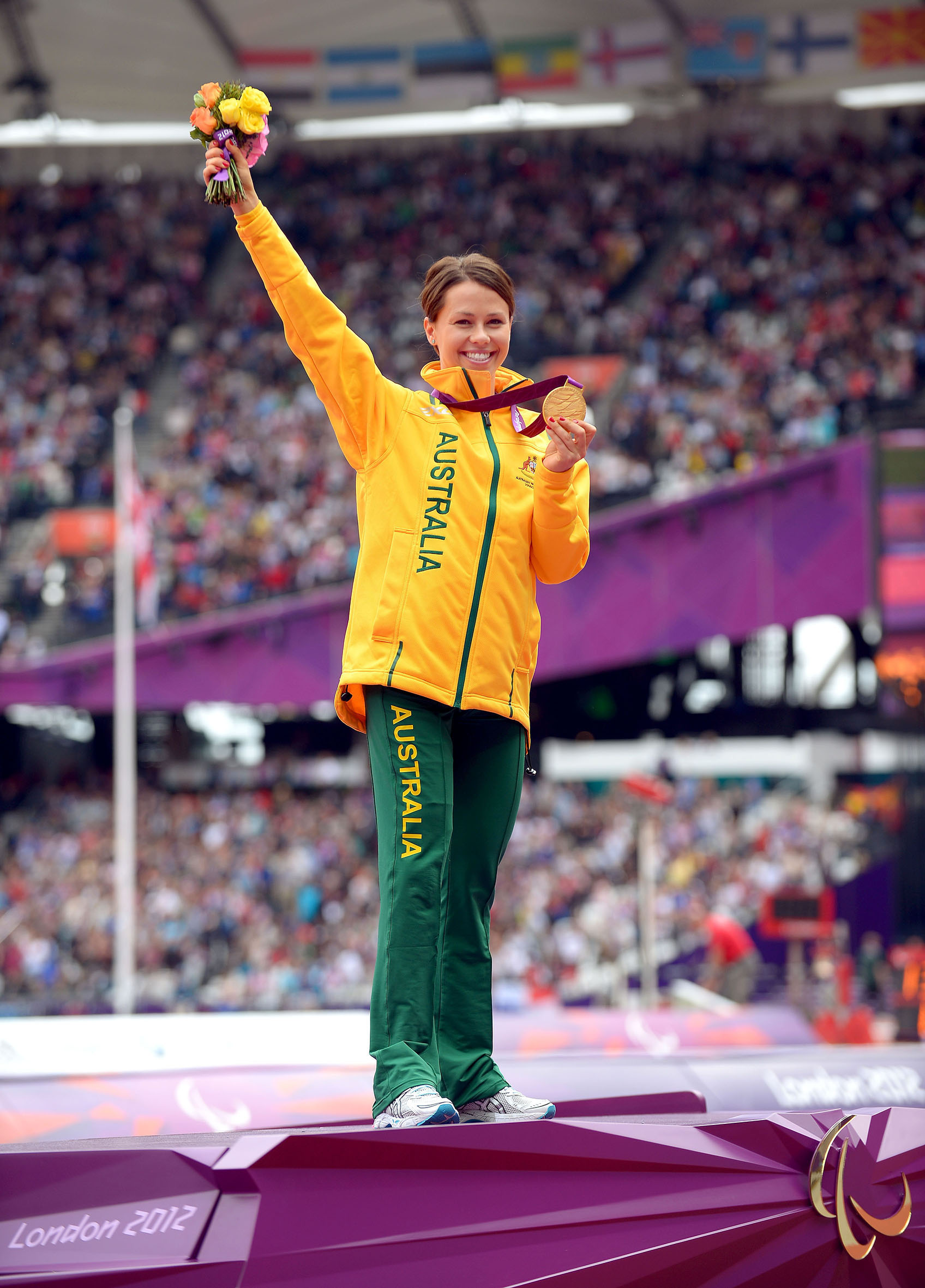
Kelly no alto do pódio da Paralimpiada de Londres 2012.

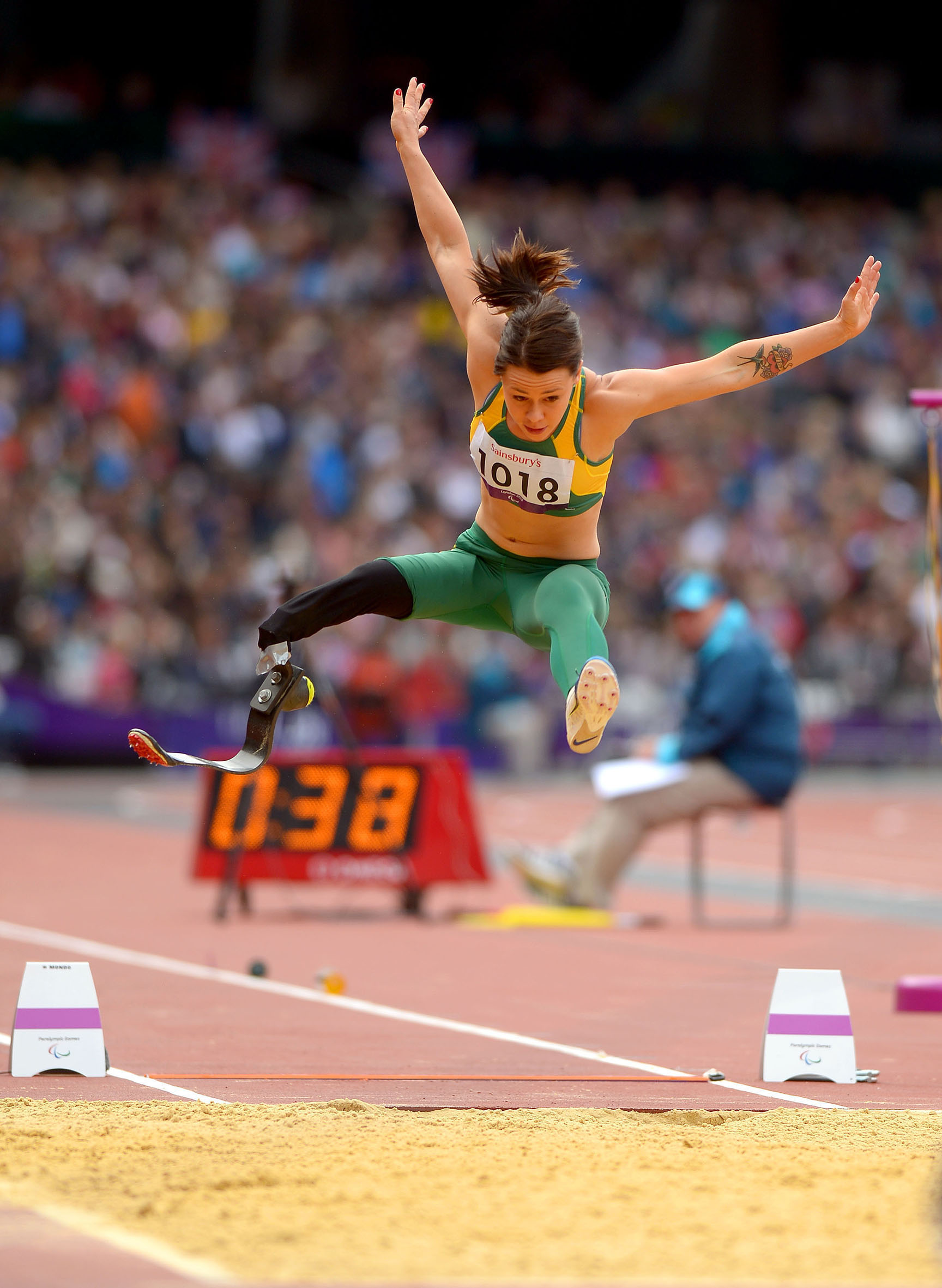
Kelly disputando a prova do salto em distância na Paralimpíada de Londres, em 2012.